# Scharmbeck (Winsen)
Scharmbeck ist ein Ortsteil von Winsen (Luhe) im Landkreis Harburg in Niedersachsen. Der Ort hat 1540 Einwohner (Stand: Jan 2024).

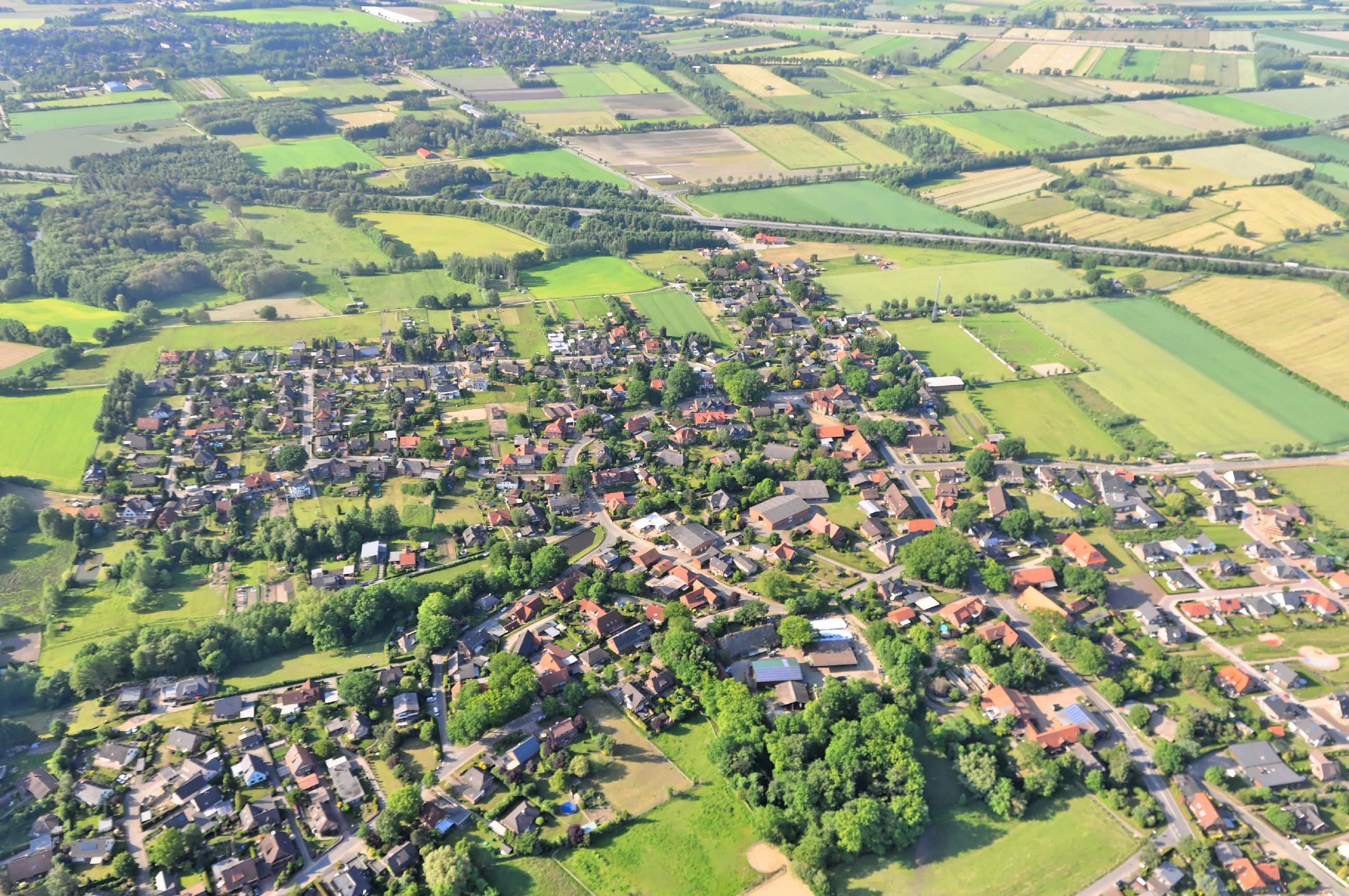
Luftbild von Scharmbeck

## Geschichte
Archäologische Funde aus der zweiten Hälfte des 1. Jahrhunderts v. Chr. bis zum Ende des 2. Jahrhunderts n. Chr. deuten auf eine frühe Siedlung am Kanonenberg hin.
Scharmbeck wurde erstmals 1197 als Scherembecke urkundlich erwähnt. Der Ortsname ist aus zwei Bestandteilen zusammengesetzt. Die Silbe beck legt nahe, dass der Ort schon immer am Dorfbach lag. Dagegen lässt sich die Silbe scharm nicht eindeutig ableiten. Laut dem Heimatforscher Bernhard Dageförde ist die Bedeutung scharn/scarn = Dreck/Sumpf wahrscheinlich. Flurnamen belegen ehemalige Moore in der Gemarkung Scharmbeck.
Die Ziegelei ist seit 1230 belegt, als sie Ziegel für das Winsener Schloss herstellte. Sie war bis 1727 in herrschaftlichem Besitz.
In Scharmbeck stand ursprünglich der 1612 erbaute Silberhof, ein Bauernhaus. Der Hof wurde 1962 abgebaut und im Freilichtmuseum am Kiekeberg in einem Zustand von 1650 wieder errichtet.
Mit der Gebietsreform in Niedersachsen wurde Scharmbeck am 1. Juli 1972 zu Winsen eingemeindet.

## Politik
Der Ortsvorsteher ist Dirk Backhaus.

## Kultur und Freizeit
Überregionale Bekanntheit hat das Scharmbecker Erntefest, das größte Erntefest Norddeutschlands. Das Fest findet jedes Jahr im September statt. Dabei fahren Festwagen in einem Umzug durch das Dorf, die mit Motiven, mitunter größeren, aufwendigen Bauwerken, bestückt sind. Anlässlich des Erntefests wird ein Königspaar gewählt. Erstmals wurde das Erntefest 1949 gefeiert.
Am 3. Juni 1887 wurde die Freiwillige Feuerwehr Scharmbeck gegründet. Das alte Feuerwehrhaus hat einen Schlauchturm, der 1949 errichtet wurde. Neben Scharmbeck besitzt nur Bahlburg einen solchen Turm in Winsen. Am 7. August 2009 zog die Scharmbecker Feuerwehr in ein neues Gebäude. 1994 wurde eine Jugendfeuerwehr gegründet.
Der MTV Scharmbeck wurde am 6. September 1910 gegründet. Heute hat der Verein mehr als 600 Mitglieder.
Seit 1968 besteht der Fußballverein SG Scharmbeck-Pattensen, ein Zusammenschluss zwischen dem MTV Scharmbeck und dem MTV Pattensen.
Im Ort steht ein Gefallenendenkmal zu Ehren der Opfer der Befreiungskriege, des Deutsch-Französischen Krieges sowie beider Weltkriege.

## Natur
Westlich von Scharmbeck befinden sich große Forst- und Waldgebiete. Durch den Ort fließt der Scharmbecker Dorfbach. Dieser führt an Grevelau vorbei und fließt bei Gehrden in den Deichgraben. Über den Ashauser Mühlenbach ist dieser mit der Seeve verbunden. Scharmbeck liegt auf der Grenze zwischen Geest und Marsch. Die Scharmbecker Dorfstraße markiert deutlich diese Grenze, westlich gelegen beginnt schon im Dorf die hügelige Geest, östlich flaches Marschland.

## Infrastruktur
Im Dorf befindet sich eine Kindertagesstätte des Deutschen Roten Kreuzes.

### Verkehr
Die Hauptstraße Scharmbecks ist die Scharmbecker Dorfstraße (Kreisstraße 8). Im Süden führt diese nach Pattensen, im Norden nach Ashausen. Nördlich verläuft die Autobahn 39, an der Kreisstraße liegt die Anschlussstelle Winsen-West. Diese ist über eine Schnellstraße (Landesstraße 217) mit der Kernstadt von Winsen verbunden.
Von der Hauptstraße zweigt innerorts eine weitere Straße ab, die nach Grevelau und anschließend nach Winsen führt.
Es bestehen Busverbindungen der KVG Stade im Tarif des HVV. Die Linien 4409 und 4410 verbinden Scharmbeck mit Schulen und Schulzentren in Winsen, Roydorf, Pattensen und Stelle. Die Verbindungen bestehen nur an Schultagen.